# ريكاردو ستاكليوتي
ريكاردو ستاكليوتي (بالإيطالية: Riccardo Stacchiotti)‏ مواليد 8 نوفمبر 1991 في إيطاليا، هو دراج إيطالي.

## روابط خارجية
- ريكاردو ستاكليوتي على موقع الاتحاد الدولي للدراجات (الإنجليزية)
- ريكاردو ستاكليوتي على موقع أرشيف الدراجات (الإنجليزية)
- ريكاردو ستاكليوتي على موقع إحصائيات الدراجات الإحترافية (الإنجليزية)
- ريكاردو ستاكليوتي على موقع نسبة الدراجات (الإنجليزية)
- ريكاردو ستاكليوتي على موقع CycleBase (الإنجليزية)